# Trichotoma
Genre
Trichotoma est un genre de solifuges de la famille des Gylippidae.

## Distribution
Les espèces de ce genre sont endémiques de Namibie.

## Liste des espèces
Selon Solifuges of the World (version 1.0) :
- Trichotoma brunnea Lawrence, 1968
- Trichotoma fusca (Roewer, 1941)
- Trichotoma michaelseni (Kraepelin 1914)

## Publication originale
- Lawrence, 1968 : A contribution to the solifugid fauna of southern Africa (Arachnida). Annals of the Transvaal Museum, vol. 26, no 3, p. 53-77.